# Corsicana (Texas)
Corsicana település az Amerikai Egyesült Államok Texas államában, Navarro megyében, melynek megyeszékhelye is. Lakosainak száma 25 109 fő (2020. április 1.).

## Népesség
A település népességének változása:

| 2010 | 23 770 |
| 2020 | 25 109 |